# Fredi Radojkovič
Fredi Radojkovič (Capodistria, 20 luglio 1966) è un allenatore di pallamano ed ex pallamanista sloveno con cittadinanza italiana.

## Biografia
È professore di educazione sportiva presso il Ginnasio Italiano Gian Rinaldo Carli di Capodistria, che egli stesso ha frequentato fino al 1984. Nato a Capodistria il 20 luglio 1966 da genitori istriani, Fedora e Ferruccio di Torre. Figlio unico, frequenta la scuola elementare italiana a Isola e a 10 anni inizia a giocare a pallamano. Lo farà fino all’età di 27 anni, poi l’ennesimo infortunio lo convince a diventare allenatore.
Sposato con Mariella, ha due figli: il primogenito è Jan Radojkovič (1989), ex giocatore di Trieste e Izola, e Tea Radojkovič (1995).

## Carriera

### Inizi a Isola
Inizia la sua carriera da allenatore nel gennaio 1998 nella squadra locale di Isola, l'RD Izola.

### Cimos Koper
Nel 2002 viene ingaggiato dalla squadra rivale di Capodistria, l'RK Cimos Koper. Al primo anno riesce a raggiungere la salvezza, mentre al secondo disputa un buon campionato e riesce a qualificarsi per l'EHF Cup.

### Pallamano Trieste
In Italia passa ad allenare nella stagione 2006/2007 la Pallamano Trieste, reduce da un campionato deludente e la porta alle semifinali scudetto, dove viene sconfitta da Casarano. L'anno dopo la squadra è costretta a retrocedere in terza categoria per motivi finanziari. La squadra domina il campionato di A2 e viene promossa in A1. Rinuncia che arriva ancora per mancanza di soldi e stagione successiva che segna l'ultimo anno di Radojkovič sulla panchina di Trieste.

### Il ritorno e le gioie al Cimos Koper
Dopo una partita contro l'SSV Brixen Handball, Radojkovič comunica alla Pallamano Trieste l'offerta arrivata dalla società slovena militante nella massima serie del Cimos Koper. Nel periodo passato a Koper Radojkovič vince la EHF Challenge Cup, un campionato e una Coppa di Slovenia, arrivando sino ai quarti di finale della EHF Champions League. Rimarrà allenatore del RK Koper fino al 2013, anno in cui il main sponsor Cimos fallisce e costringe la squadra a perdere tutti campioni in rosa e a ripartire dalla terza serie.

### Nazionali
Radojkovič allena anche le selezioni giovanili della Slovenia. Si piazza al settimo posto nel 2001 agli Youth's European Championship svolti in Lussemburgo e nel 2005 un ottavo posto agli Junior's World Championship in Ungheria.
Dall'ottobre 2013 guida la nazionale maschile italiana con la quale supera il primo turno di qualificazione agli Europei 2020 contro Georgia e Lussemburgo e allena la selezione italiana U18 arrivata seconda agli Europei di Seconda Divisione in Lituania nell'agosto 2016. A gennaio 2017 raggiunge il quarto posto con la selezione U17 ai Giochi del Mediterraneo di pallamano tenutisi a Parigi.

### Il ritorno a Isola
Dopo l'esonero ricevuto dalla FIGH, Radojkovič si prende un periodo di pausa e torna a Trieste come supervisore delle giovanili. Nell'estate del 2018, dopo essere stato vicino a tornare come allenatore della prima squadra del Trieste, accetta di tornare all'RD Izola (militante nella seconda lega slovena) con un progetto giovane. Al primo anno vince il campionato, ottenendo la promozione nella massima serie slovena. L'anno successivo l'Izola non riesce ad andare oltre l'ultimo posto, ma la pandemia di COVID-19 fa concludere in anticipo il campionato e porta la Federazione slovena a optare per il blocco delle retrocessioni.
La stagione seguente, l'Izola stagna nelle zone basse della classifica e, in seguito alla sconfitta contro l'Urbanscape Loka per 26-18 del 27 febbraio, il 4 marzo Radojkovič viene sollevato dalla posizione di capo allenatore del club rivierasco.

### Ritorno a Trieste
L'8 giugno 2021 viene ufficializzato come nuovo allenatore della Pallamano Trieste.

## Palmarès

### Competizioni nazionali
- 1. A DRL: 1

2010-11
- Pokal Slovenije: 1

2010-11
- Serie A2: 1

2008-09
- Serie B: 1

2007-08

### Competizioni internazionali
- EHF Challenge Cup: 1

2010-11

## Statistiche

### Statistiche da allenatore
Statistiche aggiornate al 1 giugno 2024. Le competizioni segnate in grassetto sono quelle vinte.
| Stagione             | Squadra         | Campionato      | Campionato | Campionato | Campionato | Campionato | Coppe nazionali | Coppe nazionali | Coppe nazionali | Coppe nazionali | Coppe nazionali | Coppe continentali | Coppe continentali | Coppe continentali | Coppe continentali | Coppe continentali | Altre coppe | Altre coppe | Altre coppe | Altre coppe | Altre coppe | Totale | Totale | Totale | Totale | % Vittorie | Piazzamento                               |
| Stagione             | Squadra         | Comp            | G          | V          | N          | P          | Comp            | G               | V               | N               | P               | Comp               | G                  | V                  | N                  | P                  | Comp        | G           | V           | N           | P           | G      | V      | N      | P      | %          | Piazzamento                               |
| -------------------- | --------------- | --------------- | ---------- | ---------- | ---------- | ---------- | --------------- | --------------- | --------------- | --------------- | --------------- | ------------------ | ------------------ | ------------------ | ------------------ | ------------------ | ----------- | ----------- | ----------- | ----------- | ----------- | ------ | ------ | ------ | ------ | ---------- | ----------------------------------------- |
| 2004-2005            | Koper           | 1.A             | 22         | 10         | 2          | 10         | PS              | 6               | 4               | 2               | 0               | -                  | -                  | -                  | -                  | -                  | -           | -           | -           | -           | -           | 28     | 14     | 4      | 10     | 50,00      | 8º posto                                  |
| 2005-2006            | Koper           | 1.A             | 22         | 10         | 1          | 11         | PS              | 7               | 3               | 0               | 4               | -                  | -                  | -                  | -                  | -                  | -           | -           | -           | -           | -           | 29     | 13     | 1      | 15     | 44,83      |                                           |
| 2006-2007            | Trieste         | A               | 21+6       | 14         | 2          | 11         | CI+HT           | 3+5             | 2+3             | 0               | 1+2             | -                  | -                  | -                  | -                  | -                  | -           | -           | -           | -           | -           | 35     | 19     | 2      | 14     | 54,29      | 4º stagione regolare, semifinali scudetto |
| 2007-2008            | Trieste         | A2              | 22         | 21         | 0          | 1          | -               | -               | -               | -               | -               | -                  | -                  | -                  | -                  | -                  | -           | -           | -           | -           | -           | 22     | 21     | 0      | 1      | 95,45      | 1º, promozione                            |
| 2008-2009            | Trieste         | A1              | 22+5       | 17+4       | 0          | 3+1        | -               | -               | -               | -               | -               | -                  | -                  | -                  | -                  | -                  | -           | -           | -           | -           | -           | 27     | 21     | 0      | 4      | 77,78      | 1º, vince i playoff                       |
| ago. 2009- nov. 2009 | Trieste         | A1              | 6          | 4          | 0          | 2          | -               | -               | -               | -               | -               | -                  | -                  | -                  | -                  | -                  | -           | -           | -           | -           | -           | 6      | 4      | 0      | 2      | 66,67      | Dimissioni                                |
| nov. 2009-2010       | Koper           | 1.A             | 14+10      | 10+5       | 1+3        | 3+2        | PS              | 3               | 2               | 0               | 1               | CWC                | 4                  | 3                  | 0                  | 1                  | -           | -           | -           | -           | -           | 31     | 20     | 4      | 7      | 64,52      | 3º stagione regolare, 3º playoff          |
| 2010-2011            | Koper           | 1.A             | 22+10      | 18+9       | 1+0        | 3+1        | PS              | 5               | 5               | 0               | 0               | ChC                | 10                 | 7                  | 2                  | 1                  | -           | -           | -           | -           | -           | 47     | 39     | 3      | 5      | 82,98      | 2º stagione regolare, 1º playoff          |
| 2011-2012            | Koper           | 1.A             | 20+10      | 14+7       | 1+0        | 5+3        | PS              | 5               | 4               | 0               | 1               | CL                 | 14                 | 7                  | 3                  | 4                  | SS          | 1           | 0           | 0           | 1           | 50     | 32     | 4      | 14     | 64,00      | 3º stagione regolare, 3º playoff          |
| 2012-2013            | Koper           | 1.A             | 22+10      | 15+4       | 3+2        | 4+4        | PS              | 5               | 4               | 0               | 1               | CL+EHFCup          | 2+10               | 0+6                | 0                  | 2+4                | -           | -           | -           | -           | -           | 49     | 29     | 5      | 15     | 59,18      | 3º stagione regolare, 3º playoff          |
| Totale Koper         | Totale Koper    | Totale Koper    | 163        | 102        | 14         | 46         |                 | 33              | 22              | 2               | 9               |                    | 40                 | 23                 | 5                  | 12                 |             | 1           | 0           | 0           | 1           | 236    | 147    | 21     | 68     | 62,29      |                                           |
| 2018-2019            | Izola           | 1.B             | 26         | 22         | 1          | 3          | PS              | 1               | 0               | 0               | 1               | -                  | -                  | -                  | -                  | -                  | -           | -           | -           | -           | -           | 27     | 22     | 1      | 4      | 81,48      | 2º stagione regolare, promozione          |
| 2019-2020            | Izola           | 1.A             | 21         | 2          | 1          | 18         | PS              | 2               | 1               | 0               | 1               | -                  | -                  | -                  | -                  | -                  | -           | -           | -           | -           | -           | 23     | 3      | 1      | 19     | 13,04      | 12º, campionato interrotto                |
| 2020- mar. 2021      | Izola           | 1.A             | 16         | 3          | 0          | 13         | -               | -               | -               | -               | -               | -                  | -                  | -                  | -                  | -                  | -           | -           | -           | -           | -           | 16     | 3      | 0      | 13     | 18,75      | Esonerato                                 |
| Totale Izola         | Totale Izola    | Totale Izola    | 63         | 27         | 2          | 34         |                 | 3               | 1               | 0               | 2               |                    | -                  | -                  | -                  | -                  |             | -           | -           | -           | -           | 66     | 28     | 2      | 36     | 42,42      |                                           |
| 2021-2022            | Trieste         | A               | 24         | 10         | 2          | 12         | -               | -               | -               | -               | -               | -                  | -                  | -                  | -                  | -                  | -           | -           | -           | -           | -           | 24     | 10     | 2      | 12     | 41,67      | 8º posto                                  |
| 2022-2023            | Trieste         | A2              | 26+4       | 19+1       | 3+2        | 4+1        | -               | -               | -               | -               | -               | -                  | -                  | -                  | -                  | -                  | -           | -           | -           | -           | -           | 30     | 20     | 5      | 5      | 66,67      | 2º stagione regolare, playoff             |
| 2023-2024            | Trieste         | A               | 26+4       | 6          | 1          | 19+4       | -               | -               | -               | -               | -               | -                  | -                  | -                  | -                  | -                  | -           | -           | -           | -           | -           | 30     | 6      | 1      | 23     | 20,00      | 13º posto, retrocessione                  |
| Totale Trieste       | Totale Trieste  | Totale Trieste  | 166        | 96         | 10         | 60         |                 | 8               | 5               | 0               | 3               |                    | -                  | -                  | -                  | -                  |             | -           | -           | -           | -           | 174    | 101    | 10     | 63     | 58,05      |                                           |
| Totale carriera      | Totale carriera | Totale carriera | 357        | 215        | 24         | 128        |                 | 44              | 28              | 2               | 14              |                    | 40                 | 23                 | 5                  | 12                 |             | 1           | 0           | 0           | 1           | 437    | 259    | 29     | 149    | 59,27      |                                           |